# 東京都立杉並総合高等学校
東京都立杉並総合高等学校（とうきょうとりつ すぎなみ そうごう こうとうがっこう）は、東京都杉並区下高井戸五丁目に所在する都立高等学校。通称「杉総（すぎそう）」。

## 概要
都立高校の統廃合・再編計画で旧永福高等学校と旧桜水商業高等学校を併合し、2004年4月に開校した単位制総合学科設置校である。
また、旧永福高校・桜水商業高校卒業生の学籍簿管理を始めとした諸事務は当校が引き継いでいる。

## 設置課程
- 全日制課程　単位制総合学科

## 沿革
- 2004年4月　旧東京都立桜水商業高等学校跡地に開校。

## 部活動
- 男子バスケットボール部
- 女子バスケットボール部
- 男子バレーボール部
- 女子バレーボール部
- 硬式テニス部（男子）
- 硬式テニス部（女子）
- サッカー部
- 女子サッカー部
- バドミントン部
- ダンス部
- 弓道部
- 柔道部
- 剣道部
- 水泳部
- 陸上部
- 軟式野球部

- ウィンドアンサンブル部
- 合唱部
- 英語部
- 茶道部
- 軽音楽部
- 写真部
- 文芸創作部
- ファッションデザイン部
- 美術部（旧THE☆ART）部
- 日本の伝統文化部
- 英語部
- 演技研究部
- 野外活動部
- パソコン部
- 和太鼓部
- 生物部

## 交通
- 京王井の頭線浜田山駅下車、徒歩10分
- 京王線上北沢駅下車、徒歩12分
- すぎ丸さくら路線塚山公園下車、徒歩約10分

## 著名な出身者

### 杉並総合高校出身者
- キローラン木鈴 - サッカー選手
- ヨシノハナ - 写真家

### 旧永福高校出身者
- 吉井怜 - 女優
- 田村ゆきこ - お笑い芸人
- 山本スーザン久美子 - 元タレント（おニャン子クラブ）現在は会社員（在籍当時は　ハリントン・スーザン・久美子）
- 松橋周太呂（ジューシーズ）-お笑い芸人（吉本興業所属）中退
- 見立真一（元関東連合メンバー）-半グレ（指名手配被疑者）中退

### 旧桜水商業出身者
- 三條美紀 - 女優
- 五輪真弓 - シンガーソングライター
- 小川菜摘 - タレント
- KUROKO - タレント